# ABLV Bank
 ABLV Bank — латвийский банк. Его центральный офис расположен в Риге, и у группы были представительства во многих странах.
ABLV работал в трёх главных направлениях, предоставляя частное банковское обслуживание, инвестиционные и консультационные услуги.

## История
Банк был основан 17 сентября 1993 года на базе регионального отделения Банка Латвии в городе Айзкраукле, поэтому изначально получил название «Aizkraukles banka».

### Путь в тройку крупнейших банков Латвии
В 1995 году произошли изменения в составе его акционеров: новыми акционерами и руководителями банка стали Эрнест Бернис и Олег Филь, и с тех пор они работали только в банковской сфере. В 1995 году банк начал расширять свою деятельность: был открыт его филиал в Риге.
В последующие годы банк активно работал в сфере обслуживания зарубежных клиентов. Предлагая им разнообразные банковские продукты, главным образом связанные с осуществлением расчетов.
В 2002 году был создан торговый знак AB.LV. Его дизайн, как и дизайн домашней страницы банка, выполнила Студия Артемия Лебедева.
В 2004 году банк направил усилия на развитие второго из главных направлений своей деятельности — управления инвестициями. Были учреждены общество по управлению вложениями и общество брокерских вложений: IPAS «AB.LV Asset Management» и IBAS «AB.LV Capital Markets».
В 2008 году банк принял новую стратегию, сделав акцент на разработке индивидуальных финансовых решений для клиентов. С 2009 года банк предлагал клиентам третью группу услуг: консультации по защите и структурированию активов.
В 2011 году банк сменил своё название на ABLV Bank. Новый бренд и название банка было разработаны с целью укрепить ассоциации с выбранным направлением деятельности и упрочить репутацию банка на международном уровне, сохраняя при этом преемственность с прежним брендом. Начата программа эмиссии облигаций банка.
В 2012 году дочерний банк ABLV Bank Luxembourg, S.A. получил лицензию на ведение банковской деятельности в Люксембурге.
В 2013 году ABLV Bank праздновал свой 20-й юбилей, а также было открыто представительство на Кипре. Журнал Euromoney признал ABLV Bank лучшим банком Латвии.
В 2014 году ABLV Bank стал участником Единой системы банковского надзора и попал под прямой надзор Европейского центрального банка, оставшись также под надзором национального регулятора — Комиссии рынка финансов и капитала.
В 2015 году, осваивая новые целевые регионы, ABLV открыл новое представительство — в финансовом центре мирового масштаба Гонконге.
В 2016 году движение в поддержку экспорта The Red Jackets признало банк одним из лучших латвийскх брендов-экспортеров. По объёму активов и оборота банк входил в тройку крупнейших в Латвии после скандинавских Swedbank и SEB. Облигации ABLV Bank котировались по списку ценных бумаг биржи Nasdaq Riga.

### Обвинения в адрес банка
13 февраля 2018 года американская сеть по борьбе с финансовыми преступлениями FinCEN (Financial Crimes Enforcement Network of the U.S. Department of Treasury) опубликовала сообщение с разнообразными обвинениями в адрес ABLV — от подозрений в пособничестве по отмыванию денег и уходу от валютного контроля до содействия Северной Корее в реализации её ядерной программы. 24 февраля 2018 года Европейский центральный банк (ЕЦБ) заявил, что ABLV будет ликвидирован в соответствии с законами Латвии.
Министр финансов Латвии Дана Рейзниеце-Озола и премьер-министр Марис Кучинскис поспешили заявить, что ликвидация банка не принесет ущерба экономике; в то же время Люксембургский коммерческий суд отклонил просьбу люксембургского регулятора о ликвидации ABLV Bank Luxembourg.
В сообщении юристов американского отделения международной компании WimerHale, привлеченных банком, было указано, что FinCEN не только не смог доказать предъявленные латвийскому банку обвинения, но даже не изучил систему предотвращения отмывания денег, созданную в банке, и проигнорировал её значительные улучшения в последние годы. В ответе банка на 34 страницах содержалось более 170 ссылок на законодательство США, судебные решения, материалы Конгресса, внутренние документы банка и другие документы. Письмо подписал Давид Коэн (David Cohen), бывший заместитель директора ЦРУ и контролер FinCEN, ныне партнер WilmerHale.
После приостановки лицензии акционеры банка приняли решение о самоликвидации банка, хотя администраторы неплатежеспособности и адвокаты претендовали на участие в процессе, сулившем им большой куш — в Комиссию по рынку ценных бумаг и капитала было подано более 40 заявок.
Публицист Сандрис Точс, который вел самостоятельное расследование последствий заявления FinCEN, обратил внимание на странные сигналы со стороны Министерства финансов: его парламентский секретарь заявил, что существует возможность не разрешить банку самоликвидироваться. «Не стоит удивляться, если в ближайшее время хлынет поток информации с одной целью — подорвать репутацию владельцев ABLV Bank, чтобы создать мнение о том, что им нельзя доверять его ликвидацию», — предполагал С. Точс, напоминая, что общество недоумевает, почему «прикончили» достаточно здоровое латвийское предприятие с почти тысячью работников только потому, что кто-то на другом континенте высказал какие-то смутные подозрения.
Спустя год после этих событий руководитель финансового регулятора (Комиссии по контролю за рынком капитала) Петерис Путниньш заявил в интервью публицисту Сандрису Точсу: «Наша цель — достичь того, чтобы сообщение FinCen от 13.02.2018 было отозвано». Он признал, что ушедшие из Латвии вклады нерезидентов (а их отток составил миллиарды евро) ушли в Эстонию, Германию, Чехию, Великобританию, США, на Кипр, Мальту и так далее.
26 сентября 2024 года Сеть по борьбе с финансовыми преступлениями Министерства финансов США (FinCEN) опубликовала сообщение, что 27 сентября 2024 года отзывает своё заключение о том, что ABLV Bank является финансовым учреждением, вызывающим обеспокоенность в связи с отмыванием денег, а также соответствующее уведомление о предлагаемых правилах, предусматривающих введение пятой специальной меры в отношении ABLV.

## Акционеры
Контрольный пакет акций банка принадлежит Эрнесту Бернису (43 %) и Олегу Филю (43 %), которые многие годы являются фигурантами списка миллионеров Латвии, а в 2012 году они возглавили его.
Остальными акционерами банка являются его высшее руководство, сотрудники и давние партнеры и клиенты.

## Деятельность
На момент самоликвидации группа ABLV состояла из нескольких компаний: ABLV Bank, ABLV Bank Luxembourg, ABLV Asset Management, ABLV Capital Markets, ABLV Corporate Services, ABLV Consulting Services, Pillar Holding Company и др. Финансовые показатели на 31 декабря 2016 года:
- чистая прибыль ABLV Bank составила 79,3 миллиона EUR;
- общий объем вкладов в ABLV Bank достиг 2,90 миллиарда EUR;
- объем активов ABLV Bank составил 3,75 миллиарда EUR.

У группы ABLV были представительства в России, Украине, Белоруссии, Казахстане, Азербайджане, Узбекистане, Кипре, Гонконге и Люксембурге.
ABLV Bank являлся членом Ассоциации коммерческих банков Латвии.
Euromoney – одно из наиболее влиятельных и авторитетных изданий в банковско-инвестиционной сфере – признал ABLV Bank лучшим банком в Латвии (Euromoney Awards for Excellence 2013).

### Направления деятельности
ABLV Bank предоставлял широкий спектр банковских продуктов и услуг: расчетно-кассовые услуги, платежные карты, удаленное управление счетами, кредиты, документарные операции, фидуциарные сделки, сейфы.
Группа ABLV обеспечивала управление инвестициями и брокерское обслуживание, а именно: вклады, управление активами, брокерские услуги, хранение ценных бумаг.
Предоставляя консультационные услуги, группа ABLV предлагала клиентам юридические и налоговые решения для защиты активов и эффективного управления ими: защита активов, благотворительные фонды, коммерческие предприятия, юридические консультации, налоговые консультации, административный сервис.

## Центральный офис
Главный офис ABLV Bank находился в так называемом «тихом центре» Риги, в доходном доме, выполненном в югендстиле и датирующемся началом XX века. Автором здания является инженер-архитектор Хилбиг, а дизайн фасадов был выполнен архитектором Гизеке. В 2004 году после проведения реконструкции административное здание ABLV Bank получило латвийскую награду «Лучшее строение 2004» в номинации «Реконструкция».